# EXTRA Arena
L'EXTRA Arena (chiamato precedentemente anche Ranheim Stadion e successivamente DnB NOR Arena o DNB Arena) è il campo da calcio casalingo della squadra norvegese Ranheim Fotball. È localizzato nella città di Ranheim, a Trondheim. Ha una capacità complessiva di 3 000 posti ed è stato aperto ufficialmente l'11 luglio 2010.